# Ancylolomia gracilis
Ancylolomia gracilis là một loài bướm đêm trong họ Crambidae.